# Sono io - L'uomo della storia accanto
Sono io - L'uomo della storia accanto è un album di Claudio Baglioni, pubblicato nel 2003.

Baglioni nel 2003

Claudio Baglioni torna sulle scene con un nuovo album di inediti. Secondo quanto dichiarato dall’artista, i testi risultano meno criptici rispetto al passato, mentre l’intero progetto si configura come un concept album dal taglio più umano rispetto ai suoi precedenti lavori.
La title track si afferma come vero e proprio tormentone estivo, trainata anche dal videoclip iconico che mostra un Baglioni in veste cool, contribuendo a far sì che l’album resti per ben 19 settimane consecutive al primo posto della classifica italiana.
Nell’estate del 2003, il disco ottiene un ottimo successo commerciale, raggiungendo la vetta della hit parade italiana e superando le 300 000 copie vendute nei soli primi due mesi superando poi quota 800 000 copie. Il successo è confermato anche dalla tournée Tutto in un abbraccio, partita nella stessa estate, che tocca gli stadi di sette città, tra cui Roma, Catania, Napoli e Milano. Concepiti con il palco posizionato al centro, questi concerti si trasformano in veri e propri eventi simbolo dell’estate.

## Il disco
Il disco segna il ritorno di un Claudio Baglioni che ha raggiunto «la pace dei sensi e dei consensi». Un artista che non sente più la necessità di dimostrare nulla, né di intraprendere viaggi umani e universali come aveva fatto nella trilogia degli anni Novanta.
Baglioni arriva infatti da un decennio, gli anni Novanta, in cui con Oltre ha sorpreso critica e pubblico, stravolgendo completamente il suo stile musicale e testuale. Un percorso che lo ha portato, alla fine del decennio, a toccare l’apice del successo: dai clamorosi concerti con il palco al centro, inaugurati nel 1991 al Flaminio, al trionfo commerciale dell’albumIo sono qui, fino al record di spettatori dello Stadio Olimpico di Roma nel 1998 – ancora una volta con il palco al centro – e all’ambizioso saluto al millennio con Viaggiatore sulla coda del tempo, la cui title track è divenuta colonna sonora delle campagne pubblicitarie Omnitel.
Se dal punto di vista dell’immagine e del successo Baglioni resta l’artista estroverso degli anni Novanta, capace di infiammare le folle e di mettersi continuamente in gioco, nella composizione e nella progettazione degli album si registra una sostanziale differenza. Sono io - l'uomo della storia accanto è un disco molto più umano, meno criptico e meno ermetico rispetto ai tre lavori precedenti. Il linguaggio complesso e il tema del viaggio dell’uomo – che partiva dal personale per propagarsi all’universale alla ricerca del significato della vita, come in Oltre, Io sono qui e Viaggiatore sulla coda del tempo – lasciano ora spazio a un Baglioni che racconta l’amore e la vita con uno sguardo più anziano e romantico.
I testi, pur mantenendo un alto livello qualitativo, scavano nei ricordi dell’artista, nelle persone a lui care, nella quotidianità che lo circonda. È un ritorno a terra dopo una trilogia di altissimo livello, come suggerisce lo stesso testo del brano principale: «Chiedo perdono se non so chi sono io, ma è già da tanto che suono». Baglioni non sente più il bisogno di capire chi è, di cercare il senso del viaggio: d'altronde la Trilogia del tempo (anni Novanta) si chiude con il racconto del Viaggiatore che solo alla fine del disco comprendeva che l'importante non era la meta o il senso del viaggio ma viverlo.
Baglioni sembra aver già dimostrato tutto ciò che aveva da dimostrare con i suoi lavori ambiziosi e innovativi del decennio precedente.
Si apre così una nuova fase della sua carriera, quella dagli anni Duemila in poi, in cui si dedica a una ricerca scenica nei concerti iniziata già nel 2000 con il tour Sogno di una notte di note, a grandi celebrazioni e a singoli da hit parade.

## Tracce
Testi e musiche di Claudio Baglioni.
1. Sono io
2. Tutto in un abbraccio
3. Grand'uomo
4. Mai più come te
5. Sulla via di casa mia
6. Patapàn
7. Quei due
8. Serenata in Sol
9. Tienimi con te
10. Fianco a fianco
11. Requiem
12. Di là dal ponte
13. Per incanto e per amore

## Formazione
- Claudio Baglioni - voce e pianoforte
- Paolo Gianolio - chitarra, tastiera e basso
- Paolo Costa, John Giblin - basso e contrabbasso
- Gavin Harrison - batteria e percussioni
- Danilo Rea - pianoforte e organo Hammond
- Arrangiamenti: Claudio Baglioni e Paolo Gianolio

## Classifiche

### Classifiche settimanali
| Classifica (2003) | Posizione massima |
| ----------------- | ----------------- |
| Europa            | 34                |
| Italia            | 1                 |
| Svizzera          | 57                |

### Classifiche di fine anno
| Classifica (2003) | Posizione |
| ----------------- | --------- |
| Italia            | 7         |

## Riconoscimenti
L'intero album vinse il Premio Lunezia 2003 per le qualità musical-letterarie.